# Vilviestre del Pinar
Vilviestre del Pinar ist ein Ort und eine zur bevölkerungsarmen Serranía Celtibérica gehörende Gemeinde (municipio) mit nur noch 504 Einwohnern (Stand: 2024) in der Provinz Burgos in der spanischen Region Kastilien-León. 

## Lage und Klima
Vilviestre del Pinar liegt in einer waldreichen Umgebung in einer Höhe von etwa 1140 m etwa 75 km (Fahrtstrecke) südöstlich von Burgos am Arlanza. Das Klima im Winter ist kühl, im Sommer dagegen trotz der Höhenlage gemäßigt bis warm; Niederschläge (ca. 887 mm/Jahr) fallen überwiegend im Winterhalbjahr.

## Bevölkerungsentwicklung
| Jahr      | 1970 | 1981 | 1991 | 2001 | 2011 | 2021 |
| Einwohner | 939  | 930  | 827  | 748  | 665  | 532  |

## Wirtschaft
Vilviestre del Pinar war und ist nahezu ausschließlich land- und forstwirtschaftlich geprägt. 

## Sehenswürdigkeiten
- Martinskirche (Iglesia de San Martín de Tours)
- Einsiedelei von San Antonio
- Einsiedelei Unsere Liebe Frau von Torrejón

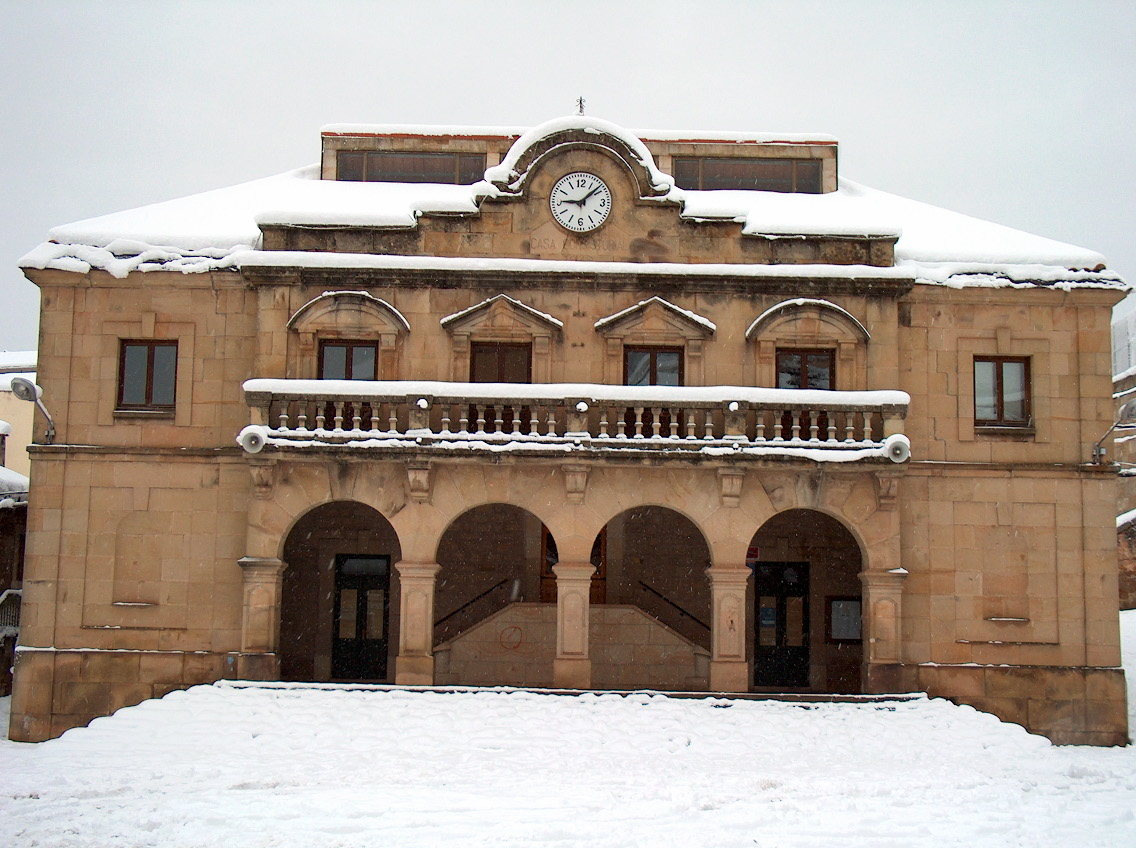
Rathaus
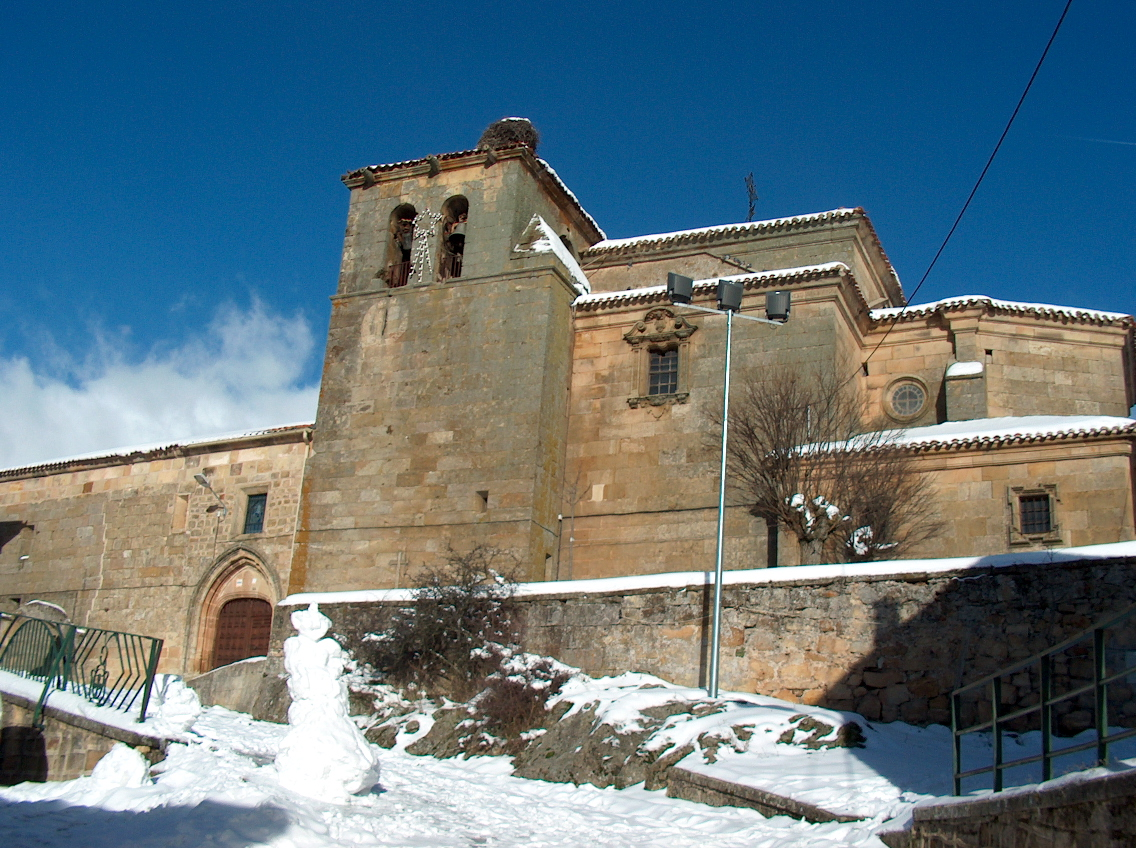
Martinskirche
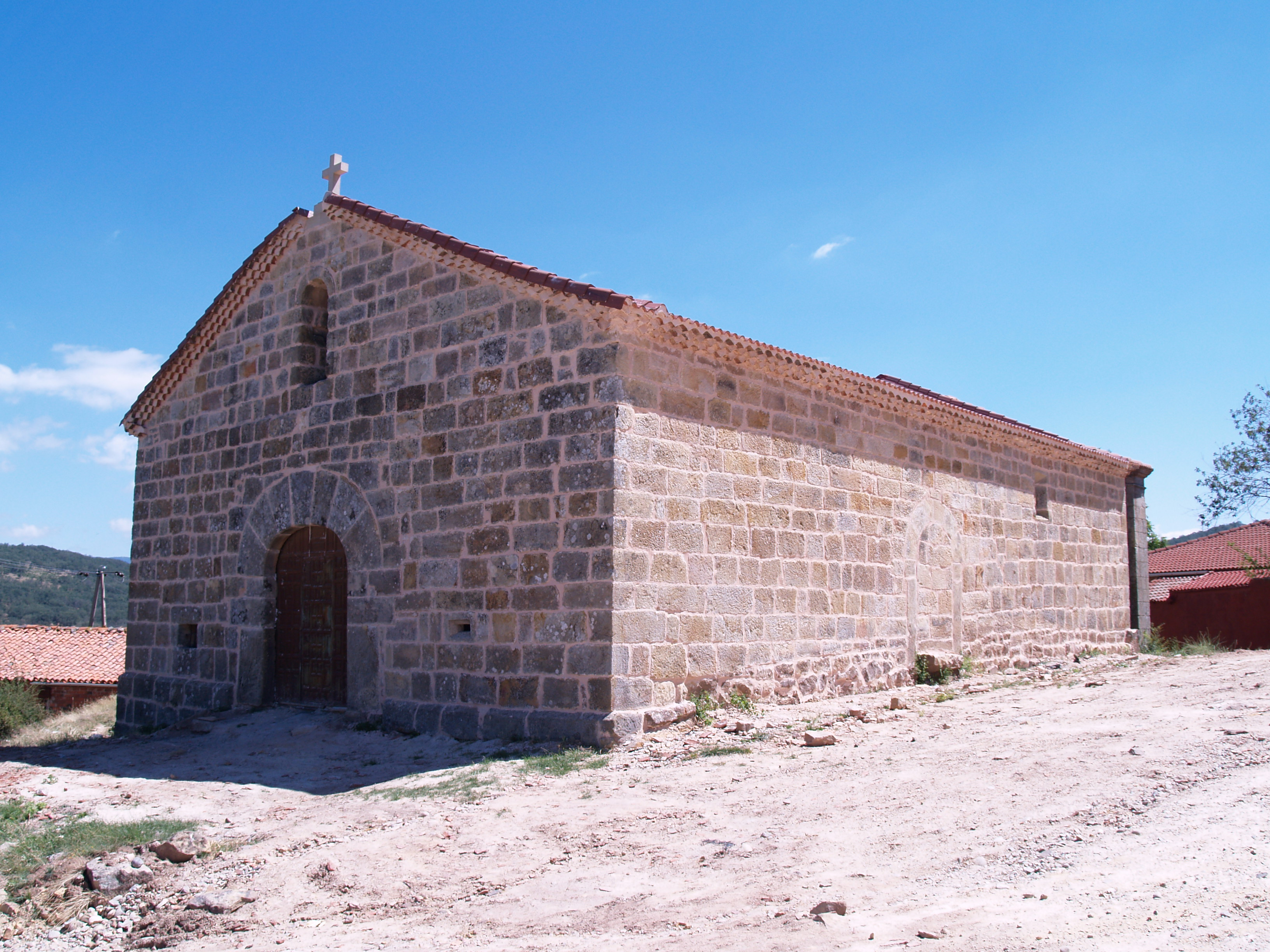
Einsiedelei von Torrejón

- Handwagenmuseum (Museo Carretero)

- Rathaus
- Martinskirche
- Einsiedelei von Torrejón